# Sträv kvickrot
Sträv kvickrot (Elymus elongatus) är en gräsart som först beskrevs av Nicolaus Thomas Host, och fick sitt nu gällande namn av Hans Runemark. I den svenska databasen Dyntaxa används istället namnet Elytrigia elongata. Enligt Catalogue of Life ingår Sträv kvickrot i släktet elmar och familjen gräs, men enligt Dyntaxa är tillhörigheten istället släktet kvickrötter och familjen gräs. Det är osäkert om arten förekommer i Sverige.

## Underarter
Arten delas in i följande underarter:
- E. e. haifensis
- E. e. turcicus